# Marine Stewardship Council
Marine Stewardship Council (o brevemente MSC) è una organizzazione non profit indipendente che lavora per salvaguardare l'oceano e le risorse ittiche attraverso un programma di certificazione per la pesca sostenibile . I prodotti pescati nel rispetto del suo Standard per la pesca sostenibile sono riconoscibili dal marchio blu MSC (ecolabel) sulla confezione.
A fine marzo 2022, erano 628 le attività di pesca coinvolte nel programma MSC e 20.447 i prodotti con marchio MSC nel mondo .

## Lo Standard MSC per la pesca sostenibile
Lo Standard MSC per la pesca sostenibile definisce i criteri  di sostenibilità della pesca ed è composto da tre Principi: 
1. Salute degli stock ittici oggetto di pesca
2. Minimo impatto della pesca sull'ecosistema marino
3. Efficace sistema di gestione della pesca

Lo standard MSC è coerente con le "Guidelines for the Eco-labelling of Fish and Fishery Products from Marine Wild Capture Fisheries" adottate dalla FAO nel 2005. Qualsiasi attività di pesca che vuole essere certificata MSC e vuole utilizzare il marchio di qualità ecologica è valutata secondo i protocolli MSC da un organismo di certificazione indipendente che è stato accreditato per effettuare valutazioni MSC e che è stato sottoposto al controllo dell'Accreditation Services International-ASI).

## Benefici ambientali
Uno studio commissionato da MSC ha trovato che le attività di pesca certificate MSC compiono miglioramenti a beneficio dell’ambiente marino, tra cui: miglioramento della gestione degli stock; riduzione della pesca accessoria o bycatch e aumento della conoscenza dell’impatto della pesca sull’ecosistema da parte dei pescatori
.

## Storia
L'organizzazione MSC è stata fondata nel 1997 dal WWF (World Wide Fund for Nature) e Unilever, ed è divenuta completamente indipendente nel 1999.
La sede centrale si trova a Londra, ma esistono sedi distaccate in tutto il mondo, inclusa l'Italia.
A fine marzo 2022, erano circa 800 i prodotti della pesca registrati con il marchio MSC in Italia
.